# Épagny (Alta Saboya)
Épagny era una comuna francesa situada en el departamento de Saboya, de la región de Auvernia-Ródano-Alpes, que el 1 de enero de 2016 fue suprimida al fusionarse con la comuna de Metz-Tessy, formando la comuna nueva de Épagny-Metz-Tessy.

## Demografía
| Gráfica de evolución demográfica de Épagny entre 1800 y 2013 |
|                                                              |

Los datos demográficos contemplados en este gráfico de la comuna de Épagny se han cogido de 1800 a 1999 de la página francesa EHESS/Cassini, y los demás datos de la página del INSEE.